# Cukalat
Cukalat é uma comuna (em albanês:  komuna) da Albânia localizada no distrito de Berat, prefeitura de Berat.